# Burgruine Haibach
Die Burgruine Haibach ist die Ruine einer Höhenburg auf dem 520 Meter hohen „Hofberg“ im Gemeindeteil Hofberg der niederbayerischen Gemeinde Haibach im Landkreis Straubing-Bogen in Bayern. Sie ist unter der Aktennummer D-2-78-129-32 als Baudenkmal verzeichnet. Die Anlage wird ferner als Bodendenkmal unter der Aktennummer D-2-6942-0008 mit der Beschreibung „untertägige hoch- und spätmittelalterliche sowie frühneuzeitliche Teile der Burgruine Haibach und des zugehörigen Witschaftshofs [sic]“ geführt.

## Geschichte
Die Burg ist nach dem Rittergeschlecht der Haybecken, später Haibeck, benannt, die Ministerialen der Grafen von Bogen waren.
Um 1100 wird im Gedenkbuch des Klosters Oberalteich ein Wirnto von Haybach erwähnt und 1320 tritt Dietrich Haibeck gemeinsam mit dem Abt des Klosters Oberalteich im Zusammenhang mit dem Dombau zu Regensburg in einer Urkunde auf. 1125 werden Gozwin von Haybach und 1217 Albert von Haybach, der am Fünften Kreuzzug ins Heilige Land teilnahm sowie 1330 Dietrich Ritter zu Haybach, Richter zu Cham, Pfleger beim Landgericht Mitterfels, Viztum des Herzogs zu Straubing und Stifter der Kirche zu Elisabethszell, genannt. 1348 erwarben Dietrichs Söhne Albrecht, Dietrich und Hans Schloss und Hofmark Wiesenfelden.
1494 erlosch das Rittergeschlecht der Haybecken zu Haybach und Wiesenfelden. Ihre Nachfolger waren 1515 die Notthafft, später die Ossinger und die Leoprechtinger. Der Ort war Teil des Kurfürstentums Bayern und bildete eine geschlossene Hofmark, deren Sitz Haibach war.
1633/34 wurde die Burg im Zuge des Dreißigjährigen Krieges durch schwedische Truppen zerstört und kam 1691 in den Besitz der Reichsedlen von Ossing zu Haibach, von deren Geschlecht 1797 Gundacker Ossinger als Letzter starb. Vom letzten adligen Besitzer, Wilhelm von Leoprechting, der die Anlage 1816 gekauft hatte, gingen die Burg und die Hofmarken Haibach und Herrnfehlburg an den bayerischen Staat, der 1845 das Anwesen an den Haibacher Landwirt und Viehhändler Martin Feldmayer verkaufte. Danach setzte ein schneller Verfall der Anlage ein.

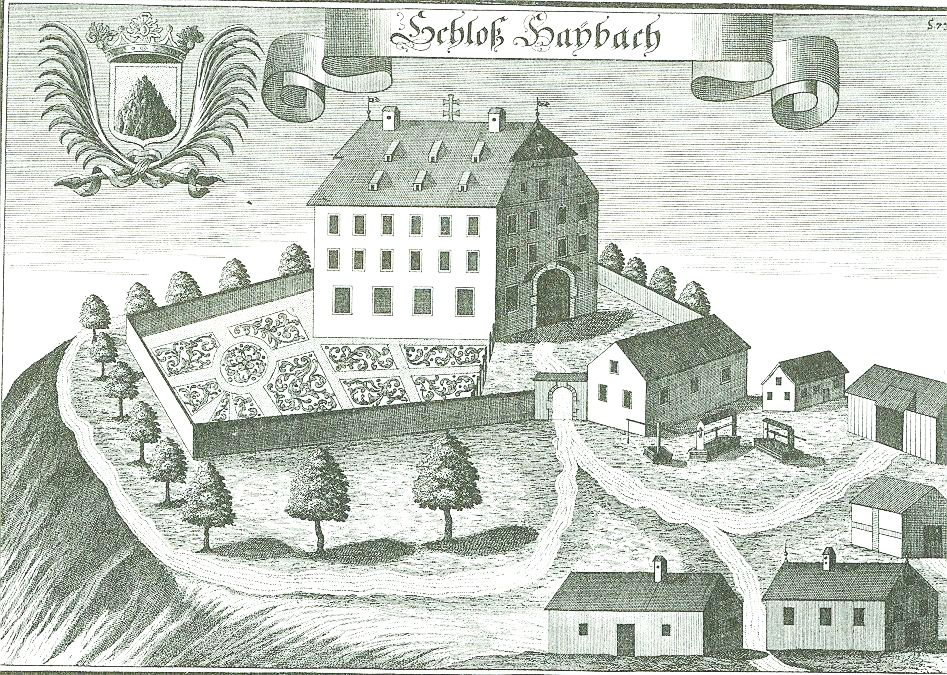
Schloss Haibach nach einem Stich von Michael Wening von 1721

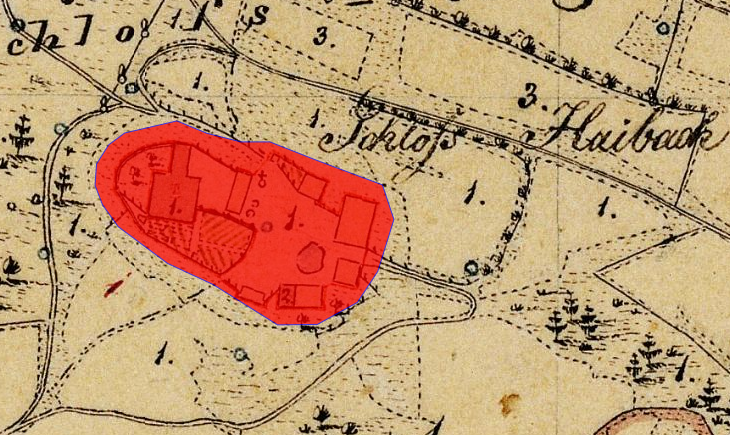
Lageplan der Burgruine Haibach auf dem Urkataster von Bayern

## Schloss Haibach einst und jetzt
Wie man auf dem Stich von Michael Wening sehen kann, war Haibach ein dreigeschossiger Steinbau mit einem Krüppelwalmdach. Im Dach sind Gauben zu erkennen. Ein großes Steinportal führte in das Schloss. Umgeben war das Schloss mit einer niedrigen Mauer, ein Tor mit einem Torhaus führte durch die Mauer. Der Vorplatz war mit einem barocken Garten gestaltet.
1986 gründete sich der „Förderverein zur Erhaltung der Burgruine“, der die Burgreste bis 1990 sanierte, von denen heute noch stattliche Mauerreste zu sehen sind. In der Mitte des Hofes haben sich Teile des schlossartigen Wohnbaus aus dem frühen 18. Jahrhundert erhalten. Das Stallgebäude wird seit 2005 als Museum genutzt.